# 成功報酬型広告
成功報酬型広告（せいこうほうしゅうがたこうこく）とは、特にインターネットのWWW上における広告形態をさし、ある広告媒体のウェブサイトに設置された広告によってウェブサイトの閲覧者が広告主の商品あるいはサービス等を購入し、生じた利益に応じて広告媒体に客引きの成功報酬を与える一連の形態を指す語。
英語圏では、アフィリエイト・マーケティング、アフィニティ・プログラム、アソシエイト・プログラム、アフィリエイト・プログラム、などと呼ばれる。
日本では、アフィリエイト広告、あるいは単にアフィリエイト (affiliate)と呼ばれ、略語としてアフィリ、アフィ、などと呼ばれることが多い。

## 概要
これらは、広告提供者がアフィリエイト・プログラムを提供する広告企業であるアフィリエイトサービスプロバイダ（以下、広告企業）に依頼して広告を出す場合と、eコマースやサイバーモールなどインターネット上で商品やサービスを提供する企業ないし、それら電子商店のシステムを提供している企業そのものが設置している広告形態の2種類に大別される。
これらでは、広告掲載者を特定する識別子がURL中に埋め込まれており、リンククリック時に識別子が広告企業に送信され記録される。そうして実際に売上が出た際には広告掲載者に客引きの成功報酬が支払われる。これら広告企業には大小さまざまな企業が存在するため列挙は割愛するが、各々の広告リンク設置により成功報酬を望む側は、それら広告企業側と契約する形でテキスト広告、バナー広告、ブログパーツを設置、それぞれのリンクへと誘導する。

## 歴史
1996年7月頃、カクテルパーティーでAmazon.comの創業者ジェフ・ベゾスが、ある女性に「自分のサイトで離婚に関する本を売りたいんだけど」と持ちかけられたのをヒントにしたのがはじまりであるとされているが、Amazon.com以前にCybereroticsというアダルトサイトがクリック報酬型のアフィリエイトを始めた最初か初期のサイトの1つだというのが、広告関係者やアダルト業界の合意である。
アダルトサイトを除けば、1994年11月にBuyWebというプログラムを立ち上げたCDNOWが、最初のクリックスルー方式のアフィリエイトを導入したウェブサイトである。
日本では、アウトドア用品を販売するナチュラムが、1999年5月にAmazonアソシエイトプログラムを参考に独自開発した「バディシステム」としてサービスを開始した。アフィリエイトサービスプロバイダとしては、1999年11月にバリューコマースが、2000年6月にA8.netがサービスを開始した。
また日本でもAmazon.co.jpが、2000年5月9日に「アソシエイト・プログラム」を開始している。
2000年頃から、比較コンテンツを作り情報としてアフィリエイト広告を見せ、検索エンジンを導線とするといった現在の主流となっているアフィリエイトメディアの掲載手法が確立される。アフィリエイトの母国である米国にはない手法が日本では広まったおかげで、2005年以降アフィリエイト配信会社が複数社上場するといった、世界では稀なほどアクション報酬型のアフィリエイト広告が普及している。
2004年頃から商品リンクと呼ばれる、商品が掲載されているページやカテゴリに直接誘導できる広告リンクの登場により、これまでの申し込み・相談・資料請求など（リード案件と呼ぶ）から、EC案件にも一気にアフィリエイト広告が広がった。
特定非営利活動法人アフィリエイト・マーケティング協会が「第13回 アフィリエイト・カンファレンスレポート」で公開した資料によると、日本国内のアフィリエイト市場は1,134億円規模（2011年現在）となり、その後も年10%程度の成長が見込まれるとした。
しかし「簡単にお小遣いが稼げる」という謳い文句で会員を集める広告企業は多いものの、2005年にアフィリエイト・マーケティング協会が一般ネットユーザー1万825人にアンケートを取った結果、アフィリエイト利用者の7割の月収は1,000円以下、9割の月収は5,000円以下と、子供のお小遣いにも満たないケースが多数で、毎月3万円以上稼いでいるアフィリエイト利用者は全体の2%以下に過ぎない実態が浮き彫りになった。その後、2008年に同協会が、会員を中心にした中級から上級のアフィリエイト利用者126人にアンケートを取った結果、月に5万円以上の収入を得ていると回答したのは36%となっており、稼げるアフィリエイト利用者と稼げないアフィリエイト利用者が二極化しているとも言える結果となった。

## 報酬の発生原因による分類
アフィリエイトにおいて報酬が発生する原因、成果地点は主にクリック報酬型広告とアクション報酬型広告の2つに大別される。

### クリック報酬型広告
クリック報酬型広告とは、その名の通りバナーやテキストリンク等のアフィリエイトタグのクリックされた回数によって報酬が決まる。
基本的には、単純にクリックされた回数が増えるほど報酬が増えるが、これは誤クリックや誤タップでもよいため、全画面がクリック対象となるような「悪質なクリック誘導」を伴う侵入型広告ないしオーバーレイ広告が採用されることも少なくない。
クリック報酬型広告を掲載するウェブページは、しばしば広告をクリックさせることが主目的となり、そのページの内容自体は、いわばクリックさせるためのエサに過ぎない場合もある。この場合は広告がページ内容を邪魔したり、そもそもページ内容が乏しかったりする。
こうして、広告の掲載者がクリック回数を増やすために、広告の閲覧者にとって煩わしく感じるような広告の掲載方法をとる場合、その不快な広告手法によって逆ハロー効果を引き起こし、負の宣伝効果が表れることも少なくない。しかし、そもそも逆の宣伝効果により傷つくブランドがない場合、あるいは、とにかく良くも悪くも話題に上がりさえすればよい場合は、時に炎上商法となることも前提に、インターネット上の様々なページにその名前が表示されることを狙ってこの手法を取ることもある。

### アクション報酬型広告
アクション報酬型広告とは、広告出稿者が任意に設定した成果地点によって報酬が決まるものである。そのため、上手く成果地点を設定することにより、過剰に広告を掲載する意味をなくすことができる。その結果として、逆ハロー効果を引き起こす執拗な広告の表示方法を減少させることが期待できる。

#### オプトインアフィリエイト
オプトインアフィリエイト（英: Opt-in affiliate）とは、その名の通り「オプトインを主体としたアフィリエイト手法」を指す。この場合の「オプトイン」とは、メールマガジンを送信する前に、事前に受診者に対して許可を得ること、またはその手続きを意味する。主に有料の商品の販促を目的とする「アフィリエイト」に対し、一般的に無料のメールマガジンのサブスクリプション勧誘を目的とする点が特徴的な手段である。
報酬を決定するオプトインのために、SNSにおいて、詐欺、あるいはウソ情報による誘導を目的とした、いわゆる「お金配り一般人」アカウントが少なくない。
特にコロナ禍以降、特別定額給付金などの現金給付に似せて、Twitterなどで「余命が短いため現金を配る」、あるいは単に「お金余ってるので配ります」などの文言で誘導し、送金のためにメールアドレスを要求したりすることで、メールマガジンを大量に送信するケースがある。

## 問題点
アフィリエイトは商品情報を伝達する優れたシステムである一方で、いくつかの問題を抱えている。アフィリエイターが表示物を作成掲載して報酬を得る仕組みのため、広告主による直接の管理が行き届きにくい、虚偽誇大広告が行われるインセンティブが働きやすい、消費者にアフィリエイト広告であるか否かが外見上判別できない場合があるといった点である。

### 検索サイト関連
販売収益の一定割合がアフィリエイト側の収益となることが、大袈裟または不正確な表現を用いて購買を促す誘因となりうることも問題をはらんでいる。現実にアフィリエイトを行うサイトが無数に存在することや、その媒体がブログなど入れ替わりが早いものが中心であることから、明らかな詐欺や薬機法違反などがあった場合にもその取り締まりは困難である。
このような問題点に対し、業界団体である日本アフィリエイト・サービス協会（略称：JASK）は、2006年10月18日に「アフィリエイト・ガイドライン」を出し、適切なアフィリエイトプログラムの運用を呼びかけている。
検索エンジンサイト各社では、コンピュータプログラムにより作成された、内容に意味の無い文章だけのアフィリエイト広告を表示するためだけのウェブサイトや、プログラムを利用した単語の繰り返し、アフィリエイト広告だけが載っているようなウェブページを検索エンジン最適化により、意図的に弾く仕組みを構築している。
コンピュータプログラムにより作られた、内容に意味のない文章だけのブログもあり、それらは「スパムブログ」、または「スプログ」などと呼ばれている。このスプログは、ウェブ制作を簡易にするツールが販売されており、1ユーザで幾重ものスプログが作られるようになり、物量で収入を稼ぐ悪質なケースに陥っている。
検索エンジンのGoogleでは、アフィリエイトを行っているからといって、サイトをGoogle検索エンジンのインデックス（登録）から弾くことはないが、内容のないスパムブログ等は検索エンジンにインデックスしないと公式に表明している。

### 詐欺的サイト等への誘導
情報商材を中心に広告主と呼ばれる広告出稿側の不正が存在し、具体的な広告掲載側の不正行為として、以下のようなケースが挙げられる。
- 商品、サービスが成約したにもかかわらず、基準が満たされないなどの理由で報酬としてカウントされない、報酬として認められる基準が高すぎる、あるいは明記されていないケースもある。
- 報酬としてカウントされたあと、その報酬が支払われない。

また、いわゆる情報商材の中には現実的ではない方法論や、支払った金額に見合わない幼稚な内容、他者の著作物の丸写し、あからさまに内容に難があるような方法論すらやり取りされているが、こういった詐欺的な内容では、「引っかかった側」が損失分を取り戻そうと更にその情報商材の拡散に加担する場合もあり、アフィリエイトを通じて被害の拡大も懸念されている。
また、アフィリエイトバナーの中にはコンピュータが危険な状態であるとの虚偽のメッセージを表示して詐欺的ソフトウェアを押し売るといった問題も発生しており、高額な報酬や豪華な景品を出して広告掲載者を募っていたケースもある。
この他、アフィリエイト広告の報酬による収入を目的とした、フェイクニュースやヘイトスピーチの拡散も問題になっている。

### 薬機法関連
化粧品や健康食品、サプリメント、健康器具などの商品で、薬機法違反の表現を使ったアフィリエイト広告が問題となっている。以前から取り締まりが厳しくなっていたが、最近はアフィリエイトを行っている人が逮捕や書類送検される事件も出ており、今後も厳しい監視が続くと思われる。